# Corycaeus subulatus
Corycaeus subulatus is een eenoogkreeftjessoort uit de familie van de Corycaeidae. De wetenschappelijke naam van de soort is voor het eerst geldig gepubliceerd in 1887 door Herrick.